# Teresa av Ávila

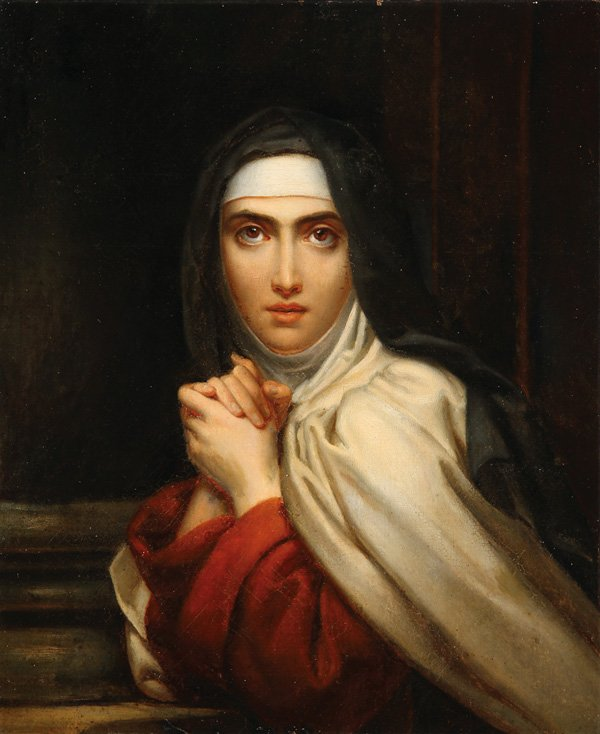
Porträtt utfört av François Gérard 1827.

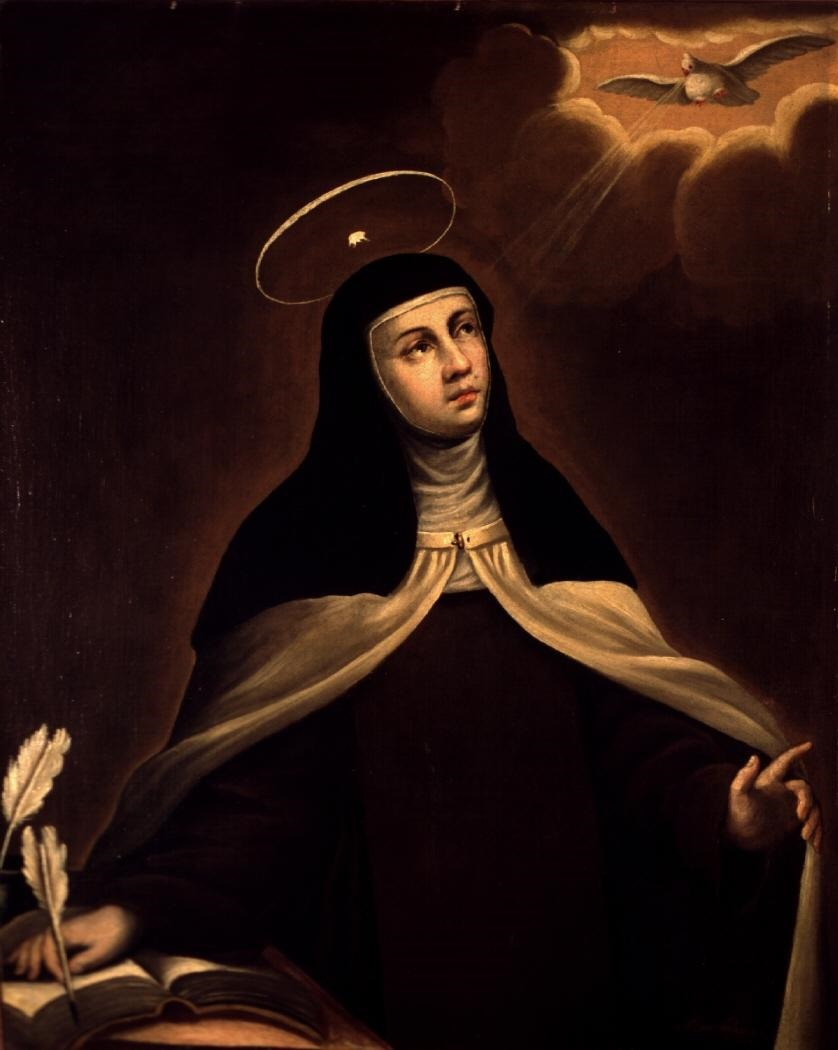
Ikon av Teresa. Okänd konstnär.

Teresa av Ávila (Teresa av Jesus, egentligen Teresa Sanchez Cepeda Davila y Ahumada), född 28 mars 1515 i Gotarrendura, Ávila, Spanien, död 4 oktober 1582 i Alba de Tormes, Salamanca, Spanien, var en spansk mystiker, karmelitnunna och ordensreformator. 1970 utnämndes hon till kyrkolärare. Teresa av Ávila vördas som helgon inom Romersk-katolska kyrkan. Hennes helgondag firas den 15 oktober.
Teresa är ett av den spanska mystikens stora namn. I sina skrifter ger hon en systematisk framställning av stadierna på själens väg till Gudsföreningen, och hennes självbiografiska arbeten äger en ovanlig analytisk skärpa. Hennes Fullkomlighetens väg (El Camino de Perfección) räknas till den kristna mystikens mästerverk.
Tillsammans med Johannes av Korset skapade Teresa den oskodda grenen av karmelitorden. 1617 förklarades Teresa som Spaniens skyddspatron, 1622 helgonförklarades hon och sedan 1970 räknas hon som kyrkolärare.

## Biografi
Teresa av Ávila var tredje barnet till Don Alonso Sanchez de Cepeda och dennes andra hustru Doña Beatriz Davila y Ahumada. Fadern var en beläst man som älskade seriös litteratur, modern var from och kärleksfull men avled när Teresa var tolv år. Efter moderns död gifte sig Teresas äldre syster, och ungefär samtidigt sändes Teresa till augustinernunnor i Ávila för skolgång. På grund av sjukdom tvingades hon upphöra med studierna efter arton månader, och levde därefter med sin far i några år, stundom tillsammans med andra släktingar, av vilka särskilt en farbror förtjänar att nämnas, eftersom han introducerade henne inför Hieronymus brev. Detta blev en avgörande händelse för Teresa, för detta ledde till att hon beslutade sig för att föra ett religiöst liv. Beslutet berodde inte på att hon kände sig kallad till ett sådant liv, utan på att hon fann det vara att gå den rätta vägen. Hon kunde emellertid inte få sin fars godkännande för sitt livsbeslut, och därför lämnade hon hemmet i hemlighet i november 1535 för att inträda i karmelitkonventet La Incarnación i Ávila, som då räknade 140 nunnor. Brytningen med familjen orsakade henne en så stor smärta att hon senare liknade den vid att vara döende. Hennes far gav dock med sig, och Teresa kunde därmed bli nunna med stöd av familjen.
De följande åren utförde hon sitt värv, men blev sedan svårt sjuk, och undergick en längre behandling. Dåtidens oskickliga sjukvård innebar att hon efter behandlingen var kraftigt försvagad, och även efter en smärre förbättring återställdes aldrig hennes hälsa; Teresa uppgav för övrigt att denna förbättring skett genom ingripande av Josef från Nasaret, Jesus far. Under dessa sjukdomsår började hon meditera, men av rädsla för att hennes umgänge med världsligt sinnade släktingar skulle innebära att hon var ovärdig Guds nåd, upphörde hon med meditationerna och upptog dem inte förrän hon kom under inflytande av dominikaner och jesuiter. Under tiden hade hon börjat få vad hon betecknade som intellektuella visioner och uppenbarelser av Gud, vilket i den mystiska traditionen innebär att sinnena inte påverkas, utan att synerna och orden verkar direkt genom hennes eget medvetande. Detta menade hon hjälpte henne under de tvister som följde där hon anklagades för otro, tvister som orsakade henne stora problem. 
Oförmögen att tro att sådan nåd kunnat tillkomma någon med hennes tillkortakommanden, vilka hon själv av blygsamhet uppfattade som svåra fel, var hon tvungen att söka tillflykt hos den mest andliga biktfadern hon kunde finna. Ingen hon vände sig till trodde att hennes bekännelser var överdrivna, utan i stället trodde de att hennes syner var ett verk av ondskans makter. Ju mer hon ansträngde sig för att motstå dessa uppenbarelser, desto kraftigare blev de. Hela staden Ávila oroade sig över beskeden om nunnans uppenbarelser. Ärendet föll på Franciskus Borgia och Peter av Alacantara, och senare på ett flertal dominikaner (i synnerhet Pedro Ibañez och Domingo Bañez), jesuiter, och andra religiösa och sekulära ledare, att urskilja Guds verk och leda henne på rätta vägen.

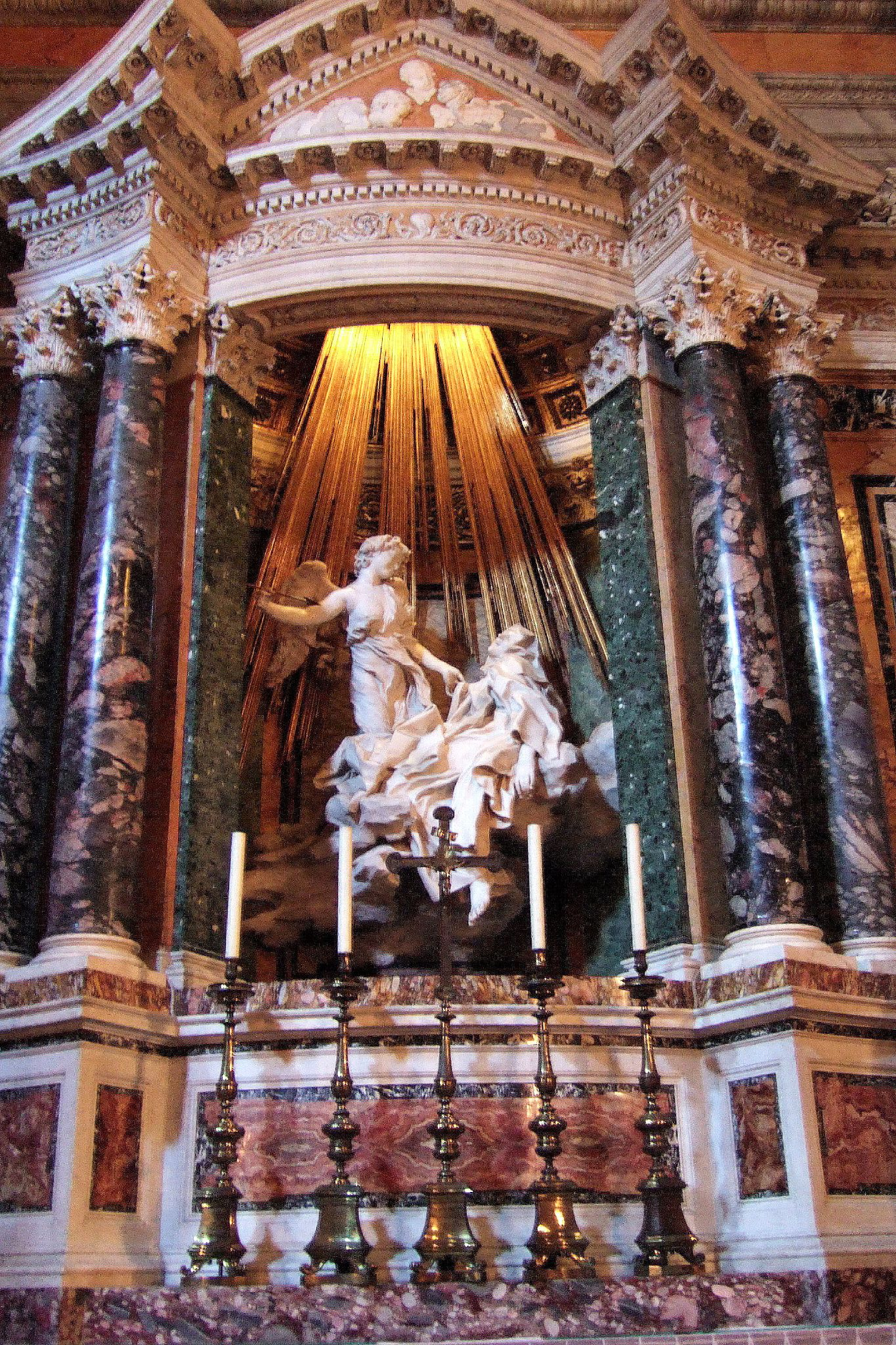
Sankta Teresas extas, skulptur av Bernini, Santa Maria della Vittoria, Rom.

Redogörelserna för hennes andliga liv i Boken om mitt liv (fullbordad 1565, en äldre version har gått förlorad), i Relaciones och i Den inre borgen (Castillo interior), utgör de mest beaktansvärda andliga biografierna, vilka endast kan jämföras med Augustinus’ Bekännelser. Till denna period hör även sådana säregna erfarenheter som genomborrandet av hennes hjärta och det mystiska äktenskapet, unio mystica. 
Hon fick en syn av platsen som reserverats för henne i helvetet om hon skulle vara ovärdig nåden, vilket fick henne att besluta sig för att söka ett mer perfekt liv. Efter flera problem och mycket motstånd grundade Teresa den oskodda nunnegrenen av karmeliterna på grundval av de ursprungliga ordensreglerna av sankt Josef stadfäst i Ávila 24 augusti 1562, och efter sex månader fick hon tillåtelse att bosätta sig där. Fyra år senare visiterades hon av karmeliternas general Johannes Baptiste Rubeo (Rossi), som inte bara godkände vad hon utfört utan gav henne också friheten att grunda andra nunne- och munkkonvent.
I hastig följd grundade hon nunnekloster i Medina del Campo (1567), Malagon och Valladolid (1568), Toledo och Pastrana (1569), Salamanca (1570), Alba de Tormes (1571), Segovia (1574), Veas och Sevilla (1575), och Caravaca (1576). I Libro de las Fundaciones berättar hon dessa konvents historier, hur de grundades trots motgångar och genom, vad hon berättar, vägledning från högre makter. Överallt lyckades hon finna tillräckligt välsinnade och generösa personer att kunna ta till sig de ursprungliga ordensreglerna av Karmelitorden. Efter att ha stiftat bekantskap med Antonio de Heredia, prior i Medina, och Johannes av Korset, förenades hennes reformerade gren med munkarnas 28 november 1568. De första konventen var de i Duruelo (1568), Pastrana (1569), Mancera, och Alcalá de Henares (1570).

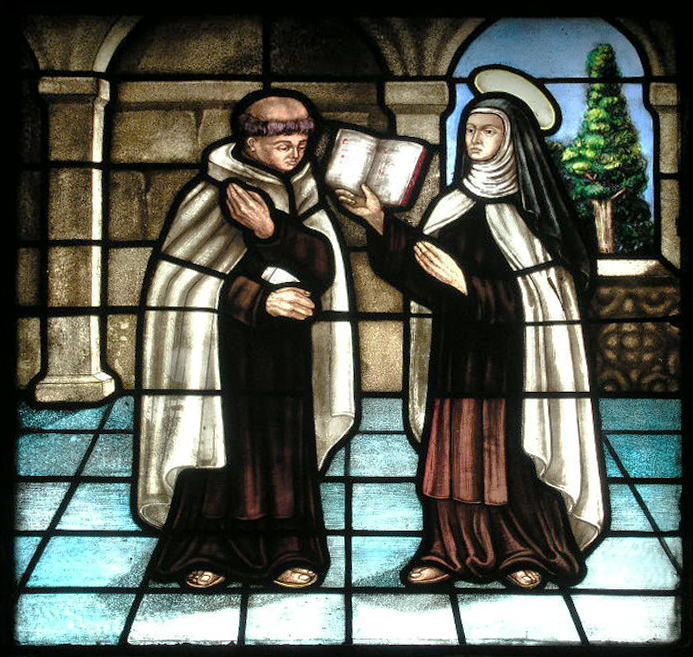
Kyrkofönster i Convento de Sta Teresa, Ávila de los Caballeros.

En ny epok inleddes vid mötet med Hieronymus Gratianus’ trossatser, i så måtto att denne man nästan omedelbart anförtroddes befattningen som apostolisk visitator för karmeliterna i Andalusien av nuncion, och i den egenskapen ansåg han sig ha myndigheten att upphäva de restriktioner som generalkapitlet ålagt dem. När nuncion dog och dennes efterträdare anlände, utbröt en fejd omkring Teresa och hennes verk, som varade i fyra år och som hotade att upplösa grenen. Händelserna under denna förföljelse är bäst beskrivna i hennes brev. 
Efter flera vädjanden till Filip II av Spanien, bedarrade stormen med tiden, och karmeliternas oskodda gren godkändes och stadfästes kanoniskt den 22 juni 1580. Teresa var då gammal och nedbruten av sjukdom, men grundade flera konvent vid Villnuava de la Jara och Palencia (1580), Soria (1581), Granada (genom hennes medhjälpare Anna av Jesus), och vid Burgos (1582). Den senare platsen lämnade hon i slutet av juli, och, med uppehåll i Palencia, Valldolid, och Medina del Campo, nådde hon Alba de Tormes i september, och var då svårt lidande. 
Strax därefter blev hon sängliggande, och avled natten den 4 oktober 1582; detta var exakt tidpunkten när Spanien, Portugal, Polen och Italien övergick från den julianska till den gregorianska kalendern. Efter några år förflyttades hennes kvarlevor till Ávila, men återbördades till Alba, där de ännu finns. Även hennes hjärta, med märken av genomborrningen, visas där. Hon beatificerades 1614, och kanoniserades 1622 av Gregorius XV. Hennes festdag är 15 oktober. 1970 blev hon kyrkolärare, och intar därmed en unik ställning som den första kvinna att erhålla en sådan position inom katolicismen.
I mitten av 1600-talet utförde den italienske skulptören Bernini den berömda skulpturen Den heliga Teresas extas, som finns i kyrkan Santa Maria della Vittoria i Rom.

## Författarskap

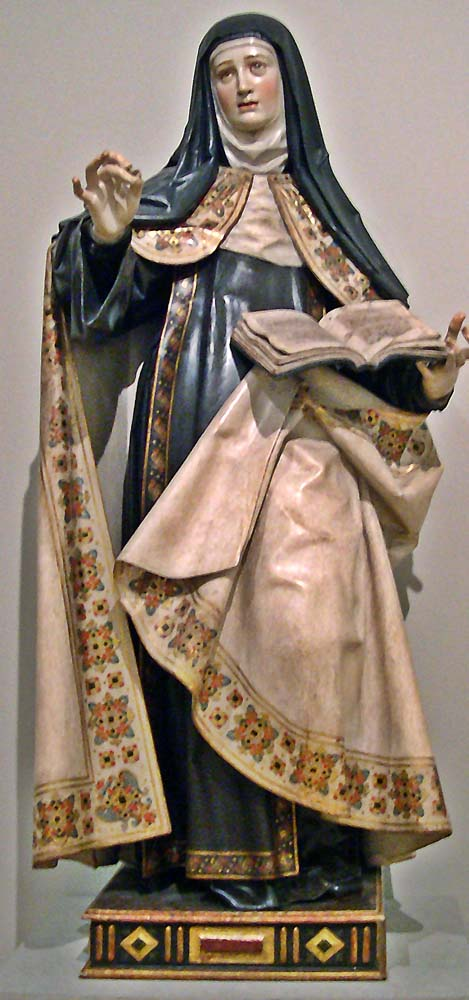
Skulptur, utförd av Gregorio Fernández. Museo Nacional de Escultura, i Valladolid.

Teresas position bland den mystiska teologins författare är unik. I alla hennes skrifter i detta ämne behandlar hon personliga erfarenheter med en djup insikt och analytisk förmåga som gör det möjligt för henne att ge distinkta förklaringar. Det thomistiska arvet kan härledas till inflytandet från hennes biktfäder och läromästare av vilka många tillhörde dominikanerna. Hon hade själv inte den akademiska räckvidden att grunda en skola i ordets egentliga bemärkelse, och det finns inga avtryck i hennes skrifter från Dionysios Areopagita, patristik, eller den medeltida skolastikens mystiker, så som detta tog sig uttryck bland andra hos de tyska dominikanerna. Hon är intensivt personlig, sträcker sig systematiskt precis så långt som hennes erfarenhet, och tar aldrig ett steg bortanför detta.
Bland hennes prosaverk finns framför allt hennes självbiografier där framställningarna är som stilen kräver exakta, men i sina redogörelser för mötet med Gud använder hon den i den religiösa litteraturen utvecklade allegorins form.

### Likheter med islamisk mystik
Den spanske orientalisten och romersk-katolske prästen Miguel Asín Palacios (1871–1944) har i en postumt utgiven artikel visat att de liknelser Teresa använder sig av för att beskriva sina andliga erfarenheter och bönens väg, på flera centrala punkter överensstämmer med ett symbolspråk som tidigare brukats inom den islamiska mystiken – sufismen, vilken var mycket inflytelserik i det medeltida, muslimska Spanien (Al-Andalus).
I en föregående artikel hade Asín Palacios funnit påfallande likheter inte bara i doktrin, utan även i teknisk vokabulär, hos Teresas biktfader, Johannes av Korset (1542–1591), och den muslimske mystikern och teologen Ibn Abbad (1333–1390) från den spanska staden Ronda i Andalusien.
En convivencia, "samexistens", präglade ofta förhållandet mellan de tre abrahamitiska religionerna på Iberiska halvön under åren 711–1492. La convivencia syftar på den relativa toleransen och det ömsesidiga kulturella och intellektuella utbytet de tre religionerna emellan. Perioden sammanfaller även med de kristna härskarnas reconquista, "återerövring".

### Retoriska strategier
Teresa av Avila var en skicklig retoriker. Hennes retoriska färdigheter spelade stor roll i hennes framgång. Dessutom undervisade hon andra kvinnor i retorik. Främst handlade det om ödmjukhet som strategi. Det här sättet att kommunicera har i nutid undersökts och teoretiserats av retorikforskaren Brigitte Mral, som benämner ödmjukhet som en av flera alternativa retoriska strategier. Dessa har genom tiderna brukats av olika grupper som lidit eller lider av förtryck, inte minst kvinnor.
I en presentation inför inkvisitionen uttrycker sig Teresa av Avila så som följande:
”Här måste jag använda mig av någon sorts liknelse, även om jag vill ursäkta mig med att jag är kvinna och bara skriver det jag har fått i uppdrag att skriva. Men andens språk är så svårt att uttrycka sig på att den som liksom jag inte har någon lärdom måste pröva sig fram på något sätt. Det kan till och med hända att liknelsen sällan träffar rätt. Då kan det åtminstone tjäna Ers Nåd till en smula förströelse att se hur dum jag är.”
Denna retorik känns igen hos andra kvinnor med liknande livsöden. Hos personer som Heliga Birgitta och Hildegard av Bingen återfinns samma typ av uttryckssätt. Gemensamt har de övertygelsen om att de enbart är språkrör för något större. Därmed överskuggas den egna personen, och framförallt den egna kvinnligheten, i förmån för de utsända budskapen. I en tid då kvinnor i regel förbjöds att utbilda sig och uttrycka sig i det offentliga rummet kan det här ha varit det enda sättet att inte tystas.
Utöver rollen som språkrör är ödmjukheten i sig själv mycket viktig. Det måste det finnas ett sätt att erkänna sina begränsningar samtidigt som man tar till orda. Det görs genom att ironisera kring sig själv och inleda anföranden med att ursäkta sig. Här är retoriktermen ethos mycket relevant. Teresa höjer sin trovärdighet när hon visar att hon är medveten om sin påstådda bristande förmåga. På så sätt kunde hon lyssnas på trots positionen som kvinna i en mansdominerad samtid.
Teresa av Avila anklagades flera gånger under sin livstid för kätteri, och innan hon helgonförklarades efter sin bortgång argumenterade teologer för brännandet av hennes skrifter. Trots motståndarna gjorde hon storverk. Här ska hennes retoriska förmågor inte underskattas. Det finns otvetydiga samband mellan hennes språkliga förmåga och hennes livsverk. Genom att förstå vilken roll retoriken spelade förstår vi mer om Teresa av Avilas liv.

## Skrifter i svensk översättning
- Boken om mitt liv, Karmeliterna, Tågarp, Glumslöv, 1980.
- Brev i urval, Karmeliterna. Tågarp, Glumslöv, och Karmelitklostret, Helsingborg, 1982.
- Den inre borgen, Karmeliterna, Helsingborg, 1974.
- Fullkomlighetens väg, Karmeliterna, Helsingborg, 1974.
- Klosterstiftelserna, Karmelitklostret, Helsingborg, 1985.
- Känn ingen oro psalmtext.